# 2012 en automobile
Pour un article plus général, voir Chronologie de l'automobile.
2011 en automobile - 2012 en automobile - 2013 en automobile
L'année 2012 en automobile est notamment marquée par l'arrivée sur le marché de nombreux nouveaux véhicules électriques. 

## Nouveaux modèles

### En Allemagne
- Restylage de la BMW série 3[2].
- Skoda commercialise la Citigo.

### En Espagne
- Commercialisation de la Seat Mii électrique.

### En France
- Renault commercialise la nouvelle Clio ainsi que les nouvelles Renault Zoe et Twizy électriques[1],[2].
- Peugeot sort un nouveau modèle : la 208[2].
- Citroën commercialise la DS3 en version cabriolet.

### Aux États-Unis
- Tesla commercialise son Model S.
- Ford commercialise la nouvelle Ford Mondeo alors que la Ford Focus est disponible en motorisation électrique.

### Au Japon
- La Toyota Yaris adopte une motorisation hybride.